# ATP Challenger Kiew
Der ATP Challenger Kiew (offiziell: Kyiv Open, vormals: Kiew Challenger) war ein Tennisturnier, das zwischen 1998 und 2005 sowie 2021 in Kiew, Ukraine, stattfand. Es gehörte zur ATP Challenger Tour und wurde im Freien auf Sand gespielt.

## Liste der Sieger

### Einzel
| Jahr                         | Sieger                 | Finalgegner      | Ergebnis      |
| ---------------------------- | ---------------------- | ---------------- | ------------- |
| 2021                         | Franco Agamenone       | Sebastián Báez   | 7:5, 6:2      |
| 2006–2020: nicht ausgetragen |                        |                  |               |
| 2005                         | Daniel Köllerer        | Lukáš Dlouhý     | 6:0, 3:6, 7:5 |
| 2004                         | Nicolás Almagro        | Jiří Vaněk       | 4:6, 6:3, 6:2 |
| 2003                         | Irakli Labadse (2)     | Petr Kralert     | 6:1, 6:2      |
| 2002                         | Irakli Labadse (1)     | Gorka Fraile     | 6:0, 4:6, 6:4 |
| 2001                         | David Sánchez          | Attila Sávolt    | 4:6, 6:3, 6:3 |
| 2000                         | Jacobo Díaz            | Solon Peppas     | 6:1, 6:3      |
| 1999                         | Emilio Benfele Álvarez | Andrei Stoljarow | 6:1, 6:2      |
| 1998                         | Nenad Zimonjić         | Ján Krošlák      | 6:3, 6:3      |

### Doppel
| Jahr                         | Sieger                                   | Finalgegner                            | Ergebnis      |
| ---------------------------- | ---------------------------------------- | -------------------------------------- | ------------- |
| 2021                         | Orlando Luz Alexander Nedowessow         | Denys Moltschanow Serhij Stachowskyj   | 6:4, 6:4      |
| 2006–2020: nicht ausgetragen |                                          |                                        |               |
| 2005                         | Diego Junqueira Martín Vassallo Argüello | Lukáš Dlouhý Jan Mertl                 | 6:4, 6:2      |
| 2004                         | Albert Portas Sergio Roitman             | Igor Kunizyn Juri Schtschukin          | 6:1, 6:1      |
| 2003                         | Ignacio González King Juan Pablo Guzmán  | Harsh Mankad Jason Marshall            | 6:2, 3:6, 6:4 |
| 2002                         | Federico Browne Fred Hemmes              | Irakli Labadse Juri Schtschukin        | 6:4, 6:3      |
| 2001                         | Jordan Kerr Grant Silcock                | Kirill Iwanow-Smolenski Vadim Kutsenko | 6:1, 7:63     |
| 2000                         | Cristian Kordasz Gábor Köves             | Oleg Ogorodov Andrei Stoljarow         | 6:4, 7:5      |
| 1999                         | Simon Aspelin Johan Landsberg            | Gábor Köves Thomas Strengberger        | 6:3, 4:6, 6:2 |
| 1998                         | Thomas Buchmayer Thomas Strengberger     | Jeff Coetzee Jim Thomas                | 6:4, 7:6      |